# Norbert Ramer
Norbert Ramer (ur. 29 listopada 1911 w Przemyślu, zm. 22 kwietnia 1996) – polski naukowiec pochodzenia żydowskiego. 

## Życiorys
Urodził się 29 lub 30 listopada 1911 w Przemyślu. Był synem Arona (kupiec). Pochodził z rodziny żydowskiej zamieszkującej w Sanoku od co najmniej przełomu XVIII i XIX wieku (przedstawicielami byli wówczas Chaim i Lewor Ramer). W 1929 ukończył tamtejsze Państwowe Gimnazjum im. Królowej Zofii w Sanoku (w jego klasie byli m.in. Adam Bieniasz, Stanisław Gerstmann, Lidia Sembratowicz, Eugeniusz Duda, Ryszard Linscheid, Mieczysław Wiśniowski - trzej ostatni to późniejsze ofiary zbrodni katyńskiej). Ukończył studia z zakresu matematyki na Uniwersytecie Jagiellońskim i uzyskał tytuł naukowy doktora, zaś następnie podjął studia medycyny.
Przeniósł się do Lwowa, gdzie pracował jako doktor i rabin. Podczas II wojny światowej na obszarze okupacji sowieckiej, 22 września 1940 we Lwowie ożenił się z pochodzącą z Leska Heleną Manaster (ur. 1917). Po ataku Niemiec na ZSRR z 22 czerwca 1941, nastaniu okupacji niemieckiej oraz utworzeniu getta w listopadzie 1941, Norbert i Helena Ramerowie zostali zatrudnieni przez Niemców celem zwalczania tyfusu i wyjechali do miejscowości Orelec w okolicach Sanoka. Spotkali macochę Heleny jadącą wraz z grupą Żydów, po czym udali się wraz z nią, a następnie zostali wypuszczeni przez gestapo i powrócili do Leska, gdzie przebywał ojciec Heleny (natomiast grupa 120 Żydów została następnie zamordowana w lesie w okolicach wsi Olszanica i Ustjanowa).
Oboje trafili do niemieckiego obozu koncentracyjnego w Zamościu. Norbert Ramer zgłosił się do pracy w laboratorium obozowym w Radymnie, gdzie pracował do czasu klęski Niemiec pod Stalingradem w lutym 1943. Oboje uciekli przed eksterminacją, dotarli przez Sośnicę, Przemyśl do Krakowa, gdzie ukryli się wśród ludności polskiej. W czerwcu 1943 Helena dzięki pomocy Polki trafiła do polskiego klasztoru katolickiego, gdzie 6 października 1943 urodziła syna Tadeusza (ich historia wojenna został opisana w książce pt. Bitter Freedom autorstwa Jafy Wallach; pol. wyd. Gorzka Wolność).
Był członkiem założycielem reaktywowanego w Krakowie na przełomie 1947/1948 Polskiego Towarzystwa Miłośników Astronomii, wydającego czasopismo „Urania”. Został asystentem na Uniwersytecie Jagiellońskim. W latach 50. XX wieku zamieszkiwał przy ulicy św. Tomasza 30 w Krakowie. Później został adiunktem w katedrze na Wydziale Chemii Uniwersytetu Warszawskiego. Pełnił stanowisko kierownika Katedry Krystalografii na tym wydziale .
Jego żona Helena wyjechała w 1968 do USA, w 1982 do Izraela, skąd w 1988 ponownie wyjechała do USA, zaś Norbert Ramer pozostał w Polsce. Helena Manaster była siostrą Hanny (Sabiny) Manaster, podczas wojny ukrywanej przez Józefa Zwonarza w Lesku.
Norbert Ramer zmarł 22 kwietnia 1996 i został pochowany na cmentarzu żydowskim przy ul. Okopowej na Woli w Warszawie.